# پری گرووز
پری گرووز (انگلیسی: Perry Groves؛ زادهٔ ۱۹ آوریل ۱۹۶۵) یک بازیکن فوتبال است.